# Third World Network
 (juin 2024).
Si vous disposez d'ouvrages ou d'articles de référence ou si vous connaissez des sites web de qualité traitant du thème abordé ici, merci de compléter l'article en donnant les références utiles à sa vérifiabilité et en les liant à la section « Notes et références ».
Third World Network est une ONG et un réseau international d'organisations et d'individus engagés dans les causes de l'environnement, du développement et des relations Nord-Sud, avec notamment le problème de la dette du tiers monde.
TWN est créé en 1984 à la suite d’un séminaire avec des ONG d’Asie, d’Afrique et d’Amérique latine.

## Gouvernance
Dirigé (et fondé) par Martin Khor, il a des antennes à Accra (Ghana), Genève, (Suisse), Goa (Inde) et Montevideo (Uruguay).
Son secrétariat international se trouve à Penang, Malaisie.  

## Publications
Son magazine, Third World Resurgence, couvre un large éventail de sujets concernant l'économie, l'écologie, les biotechnologies...

## Actions
Le réseau conduit des recherches sur diverses questions relatives au tiers monde et publie des livres et magazines. Il organise aussi des séminaires.